# Матчерский, Пётр Иванович
Пётр Иванович Матчерский (1832—1870) — врач, терапевт, ординарный профессор Императорского Московского университета.

## Биография
Сын священника. Учился в Тамбовском духовном училище; затем — в Тамбовской духовной семинарии, по окончании которой в 1853 году поступил на медицинском факультете Московского университета. Окончил курс (1858) со степенью лекаря с отличием и был оставлен при университете в качестве ассистента факультетской терапевтической клиники, специализируясь по кафедре чистой патологии и терапии. После защиты докторской диссертации (1861) «О страданиях кожи, обусловливаемых растительным паразитом Trichophyton tonsurans» был отправлен на два года за границу, где посетил Берлин, Вену, Прагу, Париж.
С 1865 года — доцент, затем экстраординарный (1865) и ординарный профессор (1869) кафедры частной патологии и терапии медицинского факультета Московского университета; в 1868—1870 гг. возглавлял кафедру. Читал курсы накожных и сифилитических болезней, а также теоретическую терапию. Основная научная работа (докторская диссертация) была посвящена стригущему лишаю; Матчерский доказал его инфекционное происхождение и этиологическую роль трихофитона.
Умер в 1870 году. Похоронен на Ваганьковском кладбище; могила утрачена.